# Вељки Шариш
Вељки Шариш (слч. Veľký Šariš, мађ. Nagysáros) град је у Словачкој, који се налази у оквиру Прешовског краја, где је у саставу округа Прешов.

## Географија
Вељки Шариш је смештен у крајње североисточном делу државе. Главни град државе, Братислава, налази се 420 километара југозападно од града.
Рељеф: Вељки Шариш се развио у подручју Шаришке котлине. Изнад града издиже се омања планина Шаришки врх. Подручје око града је брдско, на приближно 270 метара надморске висине.
Клима: Клима у Вељком Шаришу је умерено континентална.
Воде: Вељки Шариш се развио на реци Ториси.

## Историја
Људска насеља на овом простору везују се још за време праисторије. Насеље је вековима било у оквиру Краљевине Угарске.
Крајем 1918. Вељки Шариш је постао део новоосноване Чехословачке. За време комунизма град је нагло индустријализован, па је дошло до наглог повећања становништва. После осамостаљења Словачке град је постао њено значајно средиште, али је дошло до привредних тешкоћа у време транзиције. Последњих година град је све значајнији као предграђе Прешова, трећег по величини града у Словачкој.

## Становништво
| Година:    | 1994. | 2004.    | 2014.    | 2024.    |
| ---------- | ----- | -------- | -------- | -------- |
| Број људи: | 3516  | 4468     | 5802     | 6976     |
| Разлика:   |       | +27,07 % | +29,85 % | +20,23 % |

| Година:    | 2023. | 2024.   |
| ---------- | ----- | ------- |
| Број људи: | 6909  | 6976    |
| Разлика:   |       | +0,96 % |

Данас Вељки Шариш има прео 5.000 становника и последњих година број становника се брзо повећава због ширења урбане зоне оближњег Прешова.
Етнички састав: По попису из 2001. састав је следећи:
- Словаци - 91,7%,
- Роми - 6,0%,
- Украјинци - 0,6%,
- Чеси - 0,6%,
- остали.

Верски састав: По попису из 2001. састав је следећи:
- римокатолици - 84,6%,
- атеисти - 4,6%,
- гркокатолици - 4,3%,
- лутерани - 2,6%,
- остали.

## Галерија
- Поглед на Вељки Шариш
- Здање општине
- Римокатоличка црква
- Шаришки стари град